# Jan Vandrey
Jan Vandrey (ur. 11 grudnia 1991) – niemiecki kajakarz, kanadyjkarz. Złoty medalista olimpijski z Rio de Janeiro.
Zawody w 2016 były jego pierwszymi igrzyskami olimpijskimi. Po medal sięgnął w rywalizacji kanadyjkowych dwójek na dystansie 1000 metrów, partnerował mu Sebastian Brendel. Zdobył dwa medale mistrzostw świata: złoto w 2017 w czwórce na dystansie 1000 metrów oraz srebro w 2019 na dwukrotnie krótszym dystansie. W 2017 zdobył srebro mistrzostw Europy w czwórce na dystansie 1000 metrów.